# Élections sénatoriales françaises de 1989
Cet article fournit un résumé des résultats des élections sénatoriales françaises de 1989 qui ont eu lieu le 24 septembre 1989.

## Résultats

### Sièges par groupe
|                        |                                                                                       |        |  |  |  |  |
| Groupes parlementaires | Groupes parlementaires                                                                | Sièges |  |  |  |  |
|                        | Groupe du Rassemblement pour la République (RPR)                                      | 91     |  |  |  |  |
|                        | Groupe Union centriste (UC)                                                           | 68     |  |  |  |  |
|                        | Groupe socialiste (SOC)                                                               | 66     |  |  |  |  |
|                        | Groupe de l'Union des Républicains et des Indépendants (UREI)                         | 52     |  |  |  |  |
|                        | Groupe du Rassemblement démocratique européen (RDE)                                   | 23     |  |  |  |  |
|                        | Groupe communiste (COM)                                                               | 16     |  |  |  |  |
|                        | Réunion administrative des sénateurs ne figurant sur la liste d'aucun groupe (RASNAG) | 5      |  |  |  |  |
|                        |                                                                                       |        |  |  |  |  |
| Total                  | Total                                                                                 | 321    |  |  |  |  |

## Président du Sénat
Alain Poher est réélu le 2 octobre 1989.
| Candidat             | Candidat                    | Département d’élection | Parti                | Voix | %     | Voix | %     | Voix | %     |
| -------------------- | --------------------------- | ---------------------- | -------------------- | ---- | ----- | ---- | ----- | ---- | ----- |
|                      | Alain Poher                 | Val-de-Marne           | UC                   | 115  | 36,39 | 108  | 33,86 | 127  | 40,06 |
|                      | Claude Estier               | Paris                  | SOC                  | 66   | 20,89 | 85   | 26,65 | 79   | 24,92 |
|                      | Philippe de Bourgoing       | Calvados               | UREI                 | 50   | 15,82 | 1*   | 0,31* |      |       |
|                      | Jean Arthuis                | Mayenne                | UC                   | 40   | 12,66 |      |       |      |       |
|                      | Jean-François Poncet        | Lot-et-Garonne         | RDE                  | 21   | 6,65  |      |       |      |       |
|                      | Charles Lederman            | Val-de-Marne           | COM                  | 16   | 5,06  |      |       |      |       |
|                      | Christian Poncelet*         | Vosges                 | RPR                  | 4    | 1,27  | 1    | 0,31  |      |       |
|                      | Charles Pasqua*             | Hauts-de-Seine         | RPR                  | 2    | 0,63  |      |       |      |       |
|                      | Geoffroy de Montalembert*   | Seine-Maritime         | RPR                  | 1    | 0,32  | 1    | 0,31  |      |       |
|                      | Maurice Schumann*           | Nord                   | RPR                  | 1    | 0,32  |      |       |      |       |
|                      | Pierre-Christian Taittinger | Paris                  | UREI                 |      |       | 66   | 20,69 | 111  | 35,02 |
|                      | René Monory                 | Vienne                 | UC                   |      |       | 57   | 17,87 |      |       |
|                      |                             |                        |                      |      |       |      |       |      |       |
| Votes exprimés       | Votes exprimés              | Votes exprimés         | Votes exprimés       | 316  | 99,06 | 319  | 99,69 | 317  | 99,06 |
| Votes blancs ou nuls | Votes blancs ou nuls        | Votes blancs ou nuls   | Votes blancs ou nuls | 3    | 0,94  | 1    | 0,31  | 3    | 0,94  |
| Votants              | Votants                     | Votants                | Votants              | 319  | 100   | 320  | 100   | 320  | 100   |
| * Non candidat       |                             |                        |                      |      |       |      |       |      |       |